# Camallera
Camallera és una entitat de població pertanyent a dos municipis de l'Alt Empordà: Saus, Camallera i Llampaies (del qual és precisament el cap) i Vilaür. Al cens de l'any 2007 tenia 541 i 20 habitants, respectivament, per a cadascun dels municipis.